# Kapprovinz

Das Wappen der Provinz Kap der Guten Hoffnung (1876–1994)

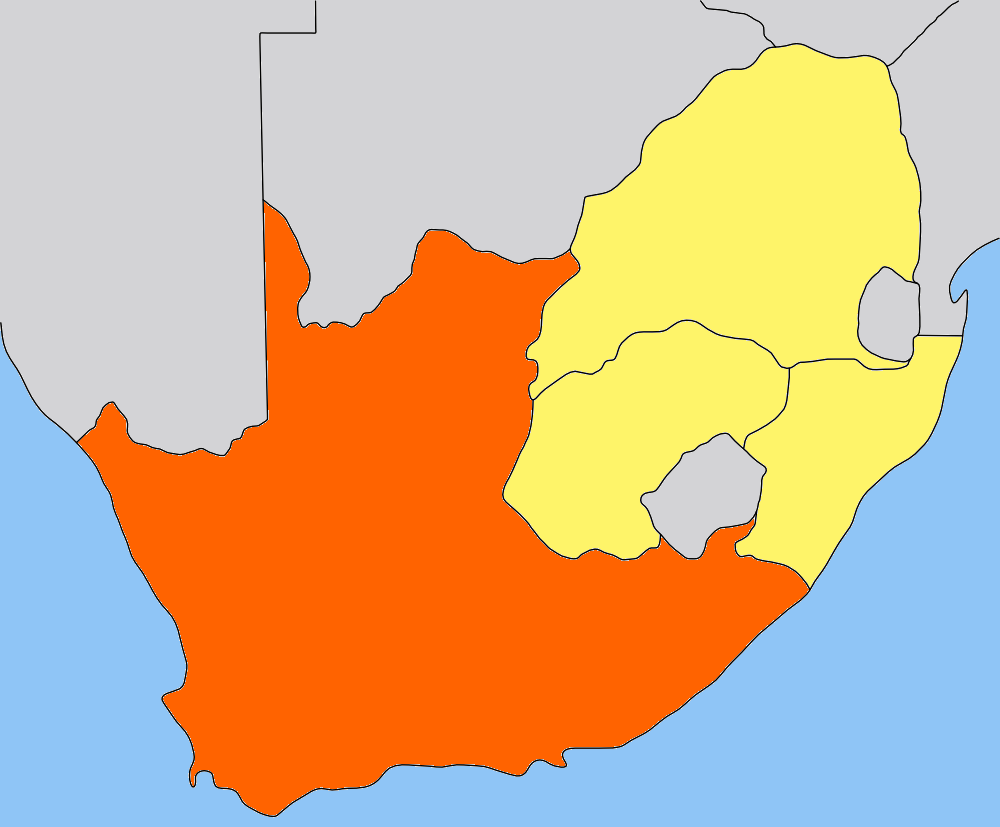
Die Kapprovinz in Südafrika bis zur Abtrennung der Homelands

Die Kapprovinz war mit einer Fläche von über 700.000 km² die größte der ehemaligen vier Provinzen Südafrikas. Sie ging 1910 aus der Kapkolonie hervor. Hauptstadt war Kapstadt. Im Jahr 1951 hatte sie circa 4,4 Millionen Einwohner.
Die Provinz wurde von einem Kollegialorgan regiert, das ein Administrator (Verwalter) leitete.
In den 1960er Jahren wurden als eine Maßnahme der südafrikanischen Apartheidspolitik Stammesgebiete der schwarzen Bevölkerung vom Provinzterritorium abgetrennt. Es entstanden die Homelands Bophuthatswana (auch auf dem Gebiet der Provinzen Transvaal und Freistaat), Transkei (auch auf dem Gebiet der Provinz Natal) und Ciskei.
Mit der Neugestaltung der südafrikanischen Provinzen im Jahre 1994 wurde die Kapprovinz unter Integration der Homelands in die neuen Provinzen Nordkap, Westkap, Ostkap und (mit Teilen von Transvaal) Nordwest eingeteilt.